# 다마스쿠스 강

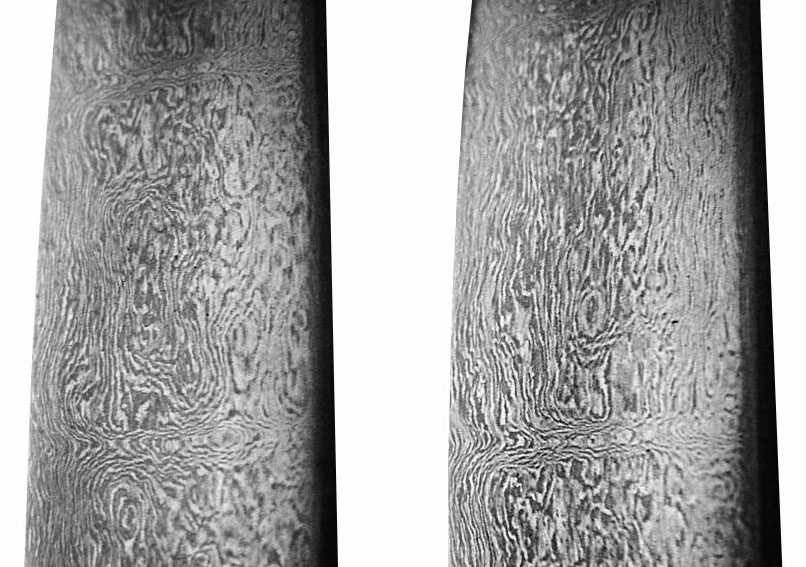
13세기 다마스쿠스 강을 확대한 모습

다마스쿠스 강(Damascus steel)은 중세 이슬람에서 전투용 검(劍)을 만드는 데 쓰였던 강철(鋼鐵) 또는 그 강철로 만든 무기 자체를 이르는 말이다. 칼 자체는 다마스쿠스 검(Damascus blade)이라고 따로 부르기도 한다.
다마스쿠스 검은 동시대는 물론 역사상의 어떤 유럽의 강철검보다 뛰어난 검이었다. 비단 손수건을 칼 위에 떨어뜨리면 저절로 베어질 만큼 예리할 뿐만 아니라, 탄력성이 커서 바위를 내리쳐도 구부러지거나 부러지지 않았다고 한다.
그 당시 유럽검은 강도를 유지하기 위해 검신(劍身)이 두텁고 투박하여 무거웠으나 다마스쿠스 검은 얇고 가벼우면서도 다른 강철검에 비해 놀랍도록 강도와 경도가 높고 탄력성이 높아 유럽인들에게는 불가사의한 검으로 여겨졌다.
또한 칼의 표면에 Damask 또는 Damascene이라고 불리는 특유의 미세한 소용돌이나 물결 무늬를 띠고 있어서 더욱 신비한 느낌과 아름다움을 더하고 있다. 그 때문에 검사(劍士)들뿐 아니라 수집가와 문화재 애호가들에게도 높은 평가와 인기를 누렸다.
그 신비스러운 아름다움과 놀랄 정도로 우수한 칼의 성능, 그리고 비밀로 지켜진 생산방법 때문에(또한 이슬람에 대한 적의(敵意) 때문에) 십자군과 유럽에서는 악마가 검의 제법(製法)을 가르쳐 주었다고 전설적으로 신비화되기도 하였다.
십자군의 사자왕 리처드가 이슬람의 위대한 영웅 살라딘 왕을 만나는 장면을 묘사한 문학작품에서도 서로 칼 자랑을 하면서 리처드 왕이 유럽인은 상상도 하기 힘들 정도로 우수한 이슬람의 다마스쿠스 검을 처음으로 보고 마법이나 속임수라고 크게 놀라는 장면이 있다.
흔히 다마스쿠스 검이라고 불리는 것은 두 가지 종류가 있다. 하나는 원조인 우츠 강(wootz steel)으로 만든 다마스쿠스 검이고, 다른 하나는 다단계 단조로 만들어진 접쇠 단조(摺鐵鍛造)(pattern-weld) 다마스쿠스 검이다. 패턴웰디드 다마스쿠스 검(pattern-welded damascus sword)이라고도 부른다.

## 원조 다마스쿠스 검
원조(genuine) 다마스쿠스 검은 3세기~17세기까지 생산되었던 중동 특히 시리아의 다마스쿠스에서 만들어진 검을 말한다. 다마스쿠스에서만 만들어진 것은 아니지만 유럽인들에게는 이슬람과의 십자군의 아랍침공을 통해 처음 알려졌기 때문에 생산지인 다마스쿠스의 이름으로 알려졌기 때문에 그런 이름이 붙었다. 이름의 유래에 대해서는 여러 가설이 있다.
이 검이 우수한 특성을 갖는 것은 원재료인 철괴의 특별한 조성(組成)과 제강법(製鋼法)과 검의 단조(鍛造) 방식에 기인한다. 강철은 일반적으로 탄소의 함량에 따라 강도가 달라지는데, 탄소 성분이 많을수록 강철의 강도(剛度)와 경도(硬度)는 높아지지만 탄력성이 없어 충격에 쉽게 부러지게 된다. 탄소 함량이 낮으면 강도가 약해 쉽게 구부러지고 예리한 날을 만들 수 없고 날이 쉽게 무뎌진다.
다마스쿠스 강은 탄소량이 높은 부분과 낮은 부분이 시루떡이나 나무결 같은 미세한 층상구조(層狀構造)를 이루고 있고 매우 높은 경도의 철-탄소 카바이트(iron carbide Fe3C) 입자가 철 결정 배열 사이에 차별적로 편재(偏在)하여, 높은 강도와 경도를 가지고 있으면서도 동시에 높은 탄력성을 유지하고 있어 현대적 금속학과 합금법(合金法)이 발명되기 전에는 가장 우수한 강철을 만들 수 있었다.
다마스쿠스 검은 인도에서 생산되었던 철을 사용하였는데, 이것을 우츠 강(wootz steel)이라고 불렀다(wootz는 인도 말로 철이라는 뜻이다). 인도와 스리랑카는 기원전부터 최상급의 철과 철제 검의 생산지로 이름이 높았으며, 다마스쿠스 검도 이러한 인도의 세계 최고의 제철기술의 결과라고 할 수 있다.
우츠 강은 그 당시 유럽에서 철의 제련법으로 사용되었던 연로(bloomery)나 그후의 용광로(furnace) 제철방식이 아니라 도가니 제철법으로 만들어졌다. 이 도가니 제철법은 도가니에 철광석과 유리 등 재료를 담아 가마에서 도자기를 소성(燒成)하는 과정과 비슷하게 몬순 계절풍을 이용하여 철을 제련하였다.
중동에는 철괴(iron ingot) 형태로 인도에서 수입되었는데 손바닥 정도 크기에 2.3kg 정도로 케이크 모양이었다. 이 철괴는 특이하게 높은 탄소 함량(1.5%)과 텅스텐, 바나듐, 몰리브덴 등 불순물이 들어있어 철입자가 굵은 덩어리(塊)로 입상(粒狀)을 이루고 다량(20%)의 철 카바이드 미세입자(microparticle)가 포함되어 있었다. 이 카바이드와 큰 과립상(果粒狀 granule)이 다마스쿠스 검의 특이한 무늬를 이루는 바탕이 되었다. 이러한 불순물이 포함된 철광석은 인도에서만 산출되었다고 한다.
이 철괴를 적절한 적열온도(赤熱溫度)로 가열하고 망치로 두드려 점차 칼 모양으로 단조(鍛造)하며 자연냉각시키는 과정을 수십 차례에 걸쳐 반복하면 철의 소결(燒結, sintering) 과정에서 철 속에 들어있던 미세한 카바이트 입자가 일정한 방향으로 층을 이루며 카바이트 결정의 띠로 성장하게 되고, 이 고탄소 카바이트 띠가 특별한 무늬와 높은 경도를 가지게 하였다.
현대의 금속공학적 분석에 의해 철 속에 불순물로 들어있던 극소량의 바나듐(0.003%) 등이 녹은 철이 소결하는 과정에서 카바이트 결정을 성장하게해서 층상구조를 형성하는 데 결정적인 역할을 하는 것으로 밝혀졌다. 그래서 이런 불순물이 포함되지 않은 다른 나라의 철광석으로는 다마스쿠스 강을 만들 수가 없었던 것이다. 단조 과정이 끝나면 워낙 경도가 높으므로 특별한 담금질없이 바로 갈아서 칼로 만들어졌다.
특유의 소용돌이 무늬는 후반 단조과정에서 칼날과 수직방향으로 사다리처럼 여러 홈이나 정(釘) 자국을 새기는데, 이 홈에 따라 소용돌이가 생기게 된다고 한다. 이 무늬를 무하마드의 사다리라고 불렀고 최상급의 다마스쿠스 검의 상징으로 여겨졌다. 홈의 형상과 단조의 과정에 따라 이 무늬는 다양하게 변형될 수 있다고 한다.
최종적으로 칼날을 연마하고 산(酸) 처리하는 과정에서 이 층상구조가 표면으로 드러나면서 물결 무늬 또는 소용돌이 무늬가 나타난다. 이 소용돌이 무늬는 단지 아름답고 신비한 장식이 아니라 다마스쿠스 검이 높은 강도와 탄력성을 동시에 가지게 하는 핵심적 역할을 한다.
십자군 전쟁 이후 유럽에서는 다마스쿠스 검의 비밀과 제조법을 알아내고자 많은 왕들이 칼을 입수하거나 다마스쿠스에 장인을 직접 잠입시키는 등 수없이 많은 노력을 하였으나 아무도 성공하지 못하였다.
15세기 이후 인도의 철광이 점차 고갈되어 철괴의 생산이 끊어지자 다마스쿠스 검의 제조는 급속히 줄어들어 1750년부터는 완전히 중단되었고, 우츠 강과 다마스쿠스 검의 제조법도 완전히 잊히지게 되었다.
이 칼의 비밀을 푸는 것은 지난 1000년간 유럽에서 수많은 왕과 장인들의 꿈의 대상이었고, 20세기에 들어서도 현대 금속학과 최신 금속기술로 무장한 학자와 현대 도검장인(刀劍匠人)들이 수없이 복원을 시도하였지만 그 비밀을 푸는 데 여전히 실패하여, 현대 금속학의 미스테리로 남아있었다.
그러다가 1980년대부터 2000년대까지 20년간의 다수의 금속학자들의 헌신적 연구로 다마스쿠스 검의 성질에 대한 과학적인 이해를 넓히고 중요한 단서들이 차례로 밝혀져 최근에는 원조 다마스쿠스 검과 조성이나 표면 무늬, 미세금속 구조에서 완전하게 재현할 수 있게 되었다.

## 페턴웰디드 다마스쿠스 검
접쇠 단조(pattern-weld) 다마스쿠스 검 혹은 패턴웰디드 다마스쿠스 검(pattern-welded damascus sword)은 원조 다마스쿠스 검을 재현(再顯)하기 위해 19세기 유럽에서 발명된 방식이다. 원조 다마스쿠스 검의 제조법이 실전(失傳)된 후 이를 재현하고자 많은 사람들이 노력하였으니 인도의 우츠 강을 구할 수 없어 재현에 실패하였다.
그런데 우츠 강이 아닌 일반 강철로 다마스쿠스 강의 무늬를 재현하는 방법이 유럽에서 발명되었다. 물리 화학적으로 층상구조를 만들 수 없는 대신 검을 단조 하는 과정에서 검신(劍身)을 두드려 늘이고 접어서 다시 두드리고 하는 과정을 반복함으로써 기계적으로 철편을 단접(鍛接)시켜 인위적인 적층구조를 만드는 방법이었다.
이러한 접층단타 방식은 이전에도 유럽의 검이나 한국의 고려칼, 일본의 카타나(Katana), 인도네시아의 크리스(Chriss)에도 널리 사용되었는데, 강철 단괴를 칼의 형태로 만들기 위해 철편(鐵片 billet)을 무거운 망치로 두드려서 길게 늘였다가 반으로 접고 또 두드려서 길게 늘이고 다시 가열한 후 반으로 접고 두드리는 과정(접층단타 과정 forge weld)을 수십 회를 반복하면 탄소 함량이 높은 강철층과 탄소 함량이 낮은 강철층이 교대로 시루떡처럼 겹치게 하여 인위적인 층상구조를 만드는 것이다.
가장 어려운 방식 중의 하나가 롤빵식 접쇠 단조인데 이건 접어서 두드리는 게 아니라 롤빵처럼 돌돌 말아서 두드리는 방식이며 강철을 롤빵처럼 돌돌 말 때 빈 공간이 생기지 않게 꽉 달라붙도록 돌돌 마는 것이 굉장히 어려운 작업이다. 
이후에 연마와 산(酸)으로 차별 침식하면 원조 다마스쿠스 검과 유사한 무늬가 나타나는데, 한 러시아인이 19세기에 이를 다마스쿠스 검의 제작에 사용하여 재현에 성공했다고 주장하였다. 원조 다마스쿠스 검처럼 물결무늬가 나타나긴 하나 좀 더 크고 규칙적이고 기계적인 무늬를 가지고 있어 쉽게 구분할 수 있다.
현재 장식용, 수집용 또는 주머니 칼로 제조 판매되는 현대적 다마스쿠스 검은 대부분 이 후자의 방식으로 만들어지고 있다.
1970년대까지는 원조 다마스쿠스 검도 이와 유사한 방식으로 만들어진 것으로 잘못 알려졌으나, 1980년대이후 현대 금속학적 연구에 의해 접쇠단조 방식이 아니라 전혀 다른 방식으로 생산되어 금속 조성이나 미세결정구조가 전혀 다르다는 것이 밝혀지게 되었다.

## 같이 보기
- 탄화 텅스텐